# Franz Arnold’s Wiudä Bärg
Franz Arnold’s Wiudä Bärg (auch Wiudä Bärg) ist eine Schweizer Mundart-Band aus Nidwalden.
Die Gruppe wird den Stilrichtungen Rock, Pop, Volksmusik und Schlager zugeordnet.

## Geschichte

### Franz Arnold
Franz Arnold wurde 1980 auf einem Bergbauernhof weit oberhalb von Wolfenschiessen (NW) geboren. Abseits der Zivilisation hat er dort seine Kindheit verbracht. Seine Faszination zur Musik entdeckte er erst spät und trat dann dank seinem Jugendfreund Res Käslin in den Jodlerklub Wiesenberg ein. Dort lernte er die Grundsteine des Jodelns und konnte musikalisch immer wieder seine Kreativität einbringen. Der wohl bekannteste Wurf dieser Zusammenarbeit wurde geboren, als die beiden Freunde vorschlugen, den Hit Ewigi Liebi als Jodellied zu covern. Daraus entstand das erste Lied mit Sologesang von Franz Arnold. Franz verliess den Jodlerklub Wiesenberg kurz darauf, da längere Reisen im Ausland geplant waren.

### Chärnoupärsee
Den Grund für seinen nächsten musikalischen Beitrag lieferte ein See: der Chärnoupärsee. In seiner Freizeit baggerte Franz auf der Familienalp einen See aus. Die Nidwaldner Regierung war damit nicht einverstanden und klagte ihn an. Da er zu dieser Zeit jedoch schon in Australien weilte, nutze die Presse die Gunst der Stunde und bauschte die Geschichte ordentlich auf. Dies bescherte der Familie grossen Ärger. Fernab in «Down Under» erschien dies natürlich nicht so schlimm und Franz griff grinsend zu seiner Gitarre, um sein ganz eigenes Louenesee der Band Span zu covern, zugeschnitten auf die Erlebnisse am Kernalpsee. Zurück in der Schweiz stiess diese Version auf grosse Begeisterung und wurde sogar verfilmt. Unterstützt wurde er dabei von seinen engsten singenden Freunden und dem Starproduzent Tommy Mustac.

### Därheimä sey
Als Franz nach weiteren Auslandsaufenthalten wieder nach Hause kam, wurde er von Mustac angefragt, ob er nicht Lust hätte, mit ihm eine CD zu produzieren. Dieser Gedanke fand bei Franz grossen Anklang und so entstand die CD Därheimä sey mit wunderschönen, rauhen und teils urchigen Liedern.

### Die Band
Gegründet wurde Franz Arnold’s Wiudä Bärg schliesslich nach einigen Halbplayback-Auftritten. Franz merkte, dass er so nicht Musik machen wollte und scharte eine Band um sich. Seit 2013 tourt Franz Arnold’s Wiudä Bärg durch die Schweiz.

### Fidlä ha
Nach der Single Chärnoupärsee und dem Album Därheimä sey, die von den Radios rauf und runter gespielt wurden, legt Franz Arnold's Wiudä Bärg nun ein zweites, sehr abwechslungsreiches und etwas gereiftes Album nach. Wieder in Zusammenarbeit mit Tommy Mustac und neu mit Dino Christen als Songwriter und Texter entstand das Album Fidlä ha, welches im Oktober 2014 direkt auf Platz 1 der offiziellen Schweizer Albumcharts einstieg. Der Nidwaldner Sänger erzählt auf Fidlä ha vom Mut, eine eigene Meinung zu haben und sinniert über Erlebnisse und Emotionen. Das Album  widmet Franz seiner Frau Corinne. Ohne ihre Unterstützung und Motivation wäre wohl kein zweites Album entstanden. Wichtiger aber scheint es, dass ohne ihr Wesen auch viele Lieder ohne Inhalt wären. Für wen sonst hätte er Immer fir Dich da schreiben können, wenn nicht für sie.
Für Franz Arnold ist seine Band «Wiudä Bärg» das wichtigste Element in seinem Dasein als Musiker. Sie sei sein Rückgrat und sein bester Freund.

## Diskografie

### Alben
- 2012: Därheimä sey (Grüezi / Madem)
- 2014: Fidlä ha (Universal)
- 2019: Rebäll (Universal)

### Singles
- 2012: Brunni Liäd - Maxi (Grüezi / Madem, Promo Brunni (Engelberg))

### Videoalben
- 2016: Fidlä ha - Special Edition